# Chiesa dell'Annunziata (Benevento)
La chiesa dell'Annunziata è un edificio di culto, di stile barocco, che si trova a Benevento.

## Storia
Fu edificata da Romualdo, duca di Benevento, nell'anno 664, in seguito alle sue gesta che lo videro vincitore contro le forze dell'imperatore Costante II.
Grazie a papa Sisto IV ed in seguito a papa Pio V la giurisdizione arcivescovile non ebbe alcun ruolo nell'organizzazione della chiesa. Nel 1570, per ovviare ai vari danni, fu ristrutturata completamente.
Molto tempo prima che sorgesse il palazzo di città, si soleva tenere in questo tempio le adunanze per le decisioni ed i giudizi più importanti della comunità, cui prendeva parte l'intero popolo.
La chiesa, distrutta dal terremoto del 1688, fu interamente rifatta tra la fine del XVII ed i primi del XVIII secolo, ed arricchita di dipinti e di busti.

## Descrizione
La chiesa ha tre cappelle decorate con stucco aureo ed uno splendido altare di marmo. Su di esso si trova un'Annunciazione ed il Padre Eterno, di scuola napoletana (XVIII secolo).
Ai lati, la Glorificazione della Vergine ed i Santi protettori di Benevento di Giuseppe Castellano.
Nella seconda cappella, a sinistra, è un dipinto di San Cristoforo, di anonimo napoletano del XVII secolo. La terza cappella a sinistra, dedicata a san Gennaro è un bel lavoro di Filippo Raguzzini (1710).
Al centro c'è un busto di papa Benedetto XIII collocato nel 1752, come dice l'epigrafe sottostante:
DIVO IANUARIO

CIVI PRAESULI PATRONO

ET PERPETUA GRATI ANIMI MEMORIA

BENEDICTO XIII PONT.MAXIMO

S.P.Q.B. POSUIT

A.D. MDCCLII
Nel coro è presente un organo del secolo XVIII.